# 新世界 (ACIDMANのアルバム)
『新世界』（しんせかい）は、2013年2月27日発売されたACIDMANの9作目のアルバム。

## 概要
- 前作「ALMA」から約2年3ヶ月振りとなるオリジナルアルバム。前作同様に先行シングルのタイトルがそのまま付けられた。
- 収録曲それぞれが独立した世界観を形成するパラレルワールド的な作品に仕上がっている。

## 収録曲
- 作詞:大木伸夫、作曲:ACIDMAN

1. gen to (intro)
インスト。
「gen」は「genesis（創世記）」の略。
2. SUSY
SUSYとは物理学用語の超対称性(Super symmetry)の意。
3. 新世界
4. NO.6
曲の終盤に大木のセリフパートがある
5. ラストコード
6. アルケミスト
7. 風追い人(前編)
インスト。次曲とセットであるが、演奏時間はこちらが長い。
8. 風追い人(後編)
「風追い人」の前編及び後編は坂本龍一がピアノで参加している。
9. Further 〜夜になる前に〜
10. 君の正体
11. カタストロフ
12. 白光
13. to gen (outro)
インスト。
アルバムの最後に収録されるインストは「THE LIFE (the ending)」以来2度目。

## 演奏
- 大木伸夫：Vocal, Guitar
- 佐藤雅俊：Bass
- 浦山一悟：Drums
- 坂本龍一：Piano (#7.8)